# 安斉一博
安斉 一博（あんざい かずひろ、1981年1月4日 - ）は、日本の男性声優。マウスプロモーション所属。東京都出身。

## 経歴
東京ミュージック&メディアアーツ尚美声優学科卒業。DOA、マウスプロモーション附属俳優養成所を経て、2004年からマウスプロモーションに所属。

## 人物
主にいい親父役を演じる。
太い声をしている。
趣味・特技は声楽（オペラ）記憶力。

## 出演

### テレビアニメ
2004年
- KURAU Phantom Memory（男1）

2005年
- 格闘美神 武龍（門番A）
- ギャラリーフェイク（弟子）

2006年
- イノセント・ヴィーナス（兵士）
- おとぎ銃士 赤ずきん（兵士、町民）
- xxxHOLiC（生徒達）
- 無敵看板娘（客1）
- 落語天女おゆい（鮨屋）

2007年
- 獣神演武 -HERO TALES-（町民、玄狼党員）
- 人造昆虫カブトボーグ V×V（保育士A、駅アナウンス）
- もやしもん（事務長）

2008年
- GUNSLINGER GIRL -IL TEATRINO-（コジモ、射撃場の受付）
- 二十面相の娘（アナウンサー、副長）
- みなみけ〜おかわり〜（5年3組担任）

2009年
- フレッシュプリキュア!（カメラマン）

2010年
- COBRA THE ANIMATION（ジョニー）
- BLEACH（野次馬）

2014年
- シドニアの騎士（今田）
- 東京ESP（警官1、応慶大ミステリ研会員A、警官、隊員A）
- メカクシティアクターズ（白服B）

2015年
- ドラえもん（テレビ朝日版第2期）（マスター）

2018年
- 銀河英雄伝説 Die Neue These 邂逅（ヨブ・トリューニヒト）

### 劇場アニメ
- 劇場版 NARUTO -ナルト- 疾風伝（2007年）
- 甲虫王者ムシキング スーパーバトルムービー 〜闇の改造甲虫〜（2007年、ミヤマクワガタB）
- オシャレ魔女♥ラブandベリー しあわせのまほう（2007年、司会者B）

### OVA
- ルパン三世 GREEN vs RED（2008年、ラジオの声）

### Webアニメ
- マウスどうぶつえん（2018年、イワシャコのかずひろ）

### ゲーム
2003年
- 花帰葬

2004年
- センチメンタルプレリュード

2005年
- クラッシュ・バンディクー がっちゃんこワールド（ドローン）
- Twelve〜戦国封神伝〜（ムロウ、オニタケマル）

2006年
- 戦国BASARA2

2007年
- 忌火起草
- ジェットインパルス（ウッドボール）
- ひぐらしのなく頃に祭（雲雀13）
- PRISM ARK -AWAKE-
- ミストオブカオス（ロイ・オーエン）

2011年
- 侍道4

2014年
- 白猫プロジェクト（テツヤ・ロウ、ハリム・モハマド）

2015年
- ウィッチャー3 ワイルドハント（エルミオン）

2016年
- 戦国BASARA 真田幸村伝

2019年
- ファイアーエムブレム 風花雪月（ロナート）

2020年
- クイズRPG 魔法使いと黒猫のウィズ（アレス）
- ファイナルファンタジーVII リメイク

2022年
- ファイアーエムブレム無双 風花雪月（ロナート＝ジルダ＝ガスパール）

2023年
- OCTOPATH TRAVELER II

### ドラマCD
- 北の漁場（2007年、組員）
- MAUSU THEATER

### 吹き替え
- アサルト13 要塞警察
- ER緊急救命室シリーズ
  - シーズンXI #14（ドアマン〈グラント・ストークス〉）
  - シーズンXIII #2（ミッチェル・レビン〈アダム・リーバーマン〉）
- WITHOUT A TRACE/FBI 失踪者を追え!3（捜査官）
- ギャングバスターズ（リンカーン・ウーディ〈ダニエル・クドモア〉）
- キングダム/見えざる敵（レックス）
- グッド・ワイフ
- THE GREY 凍える太陽（フラナリー）
- ザ・パシフィック
- サルバドールの朝（イグナシオ）
- ジョージアの日記/ゆーうつでキラキラな毎日（ピーター）
- 笑傲江湖（陸伯、鮑大楚）
- ストップ・ロス/戦火の逃亡者（フランク）
- 超隕石〜ファンタスティック・フォース〜（スティーブンス）
- ドレスデン、運命の日
- 卑劣な街（パク部長検事）
- フランケンシュタイン
- ボードウォーク・エンパイア 欲望の街
- 無影剣 -SHADOWLESS　SWORD-（ヤユルチョルラ）

### イベント
- 朗読イベント「オルゴール・レクイエム」 （尾上大悟）